# 聖約瑟夫區 (多米尼克)
聖約瑟夫區（Saint Joseph Parish）是中美洲國家多米尼克的10個行政區之一，位於該國西部，北毗圣彼得区和圣安德鲁区，東接圣大卫区，南鄰圣保罗区，西臨加勒比海，面積121.2平方公里，2001年人口5,765。

## 地理
聖約瑟夫村為該區的最大聚居地；被使用於1988年电影恶灵第七兆的影片搭景。大多數村莊位於沿海（比如索爾茲伯里、庫利比斯特里、梅羅和莫爾納拉蓋特），但另一個村莊贝尔斯位於内陸。該區也是該島最長河流拉尤河的所在地。